# USS 바탄 (LHD-5)
USS 바탄 (LHD-5)은 미국 해군의 와스프급 강습상륙함이다.

## 역사
바탄 전투의 이름을 사용했다.
바탄 상륙준비단은 2001년 911 테러를 보복하기 위해 구성된 최초의 함대다. 600석 병원선으로 사용할 수 있으며, 외과수술 장비도 갖추어져 있다. 바탄 상륙준비단은 해병대 2,500명과 장비들을 파키스탄으로 수송했다. 파키스탄에서 아프가니스탄으로 침공했다. 항구적 자유 작전이 시작되었다. 바탄 상륙준비단은 파키스탄 해안에 머물렀다. 4개월을 넘게 머물러서, 미국 역사상 최장기간 상륙함의 선원들이 지상에 내리지 않고 바다에 머무는 기록을 세웠다.
2003년 3월 20일, 이라크 전쟁이 시작되었다. 바탄함이 대규모의 해병대와 장비들, 공격헬리콥터와 수송헬리콥터로 상륙작전을 완료한 다음에, AV-8B 해리어 II 2개 비행대대를 통해 "해리어 항모"로서 상륙군을 지원했다. USS 본험 리처드 (LHD-6)도 참전했다.
허리케인 카트리나의 재난지원을 했다. 뉴올리언스 인근 해상에 머물면서, 2005년 8월 30일부터 구호임무를 시작했다. 바탄함의 헬기들이 이재민 1,600명 이상을 수송했다. 45톤의 화물과 8천갤런의 생수를 지역에 운반했다. 84명의 의료진으로 구성된 의료팀 2개를 운영했다.
2008년 6월 2일, 영국 가디언지는 미국 정부가 바탄함과 펠렐리우함을 2001년 12월부터 2002년 1월까지 감옥선으로 사용했다고 인정했다고 보도했다.
2011년 3월 23일, 바탄함이 이탈리아에 배치되었다. 리비아 비행금지구역을 강화하는 임무였다.